# Konzervansi
Konzervansi su kemijska sredstva koja sprječavaju kvarenje hrane, odnosno raznih tvari na način da zaustavlja razvoj mikroorganizama. Konzervansi se u hranu dodaju kako bi stabilizirali proizvode, te produžili njihove održljivosti, a ujedno su i prevencija kvarenja odnosno mikrobiološke kontaminacije.
Mogu se podijeliti na:
- tvari koje djeluju protiv mikrobioloških uzročnika promjena u namirnicama; djeluju bakterio-statično, odnosno fungistatično, ili baktericidno, odnosno fungicidno, kao što su benzoeva kiselina, natrij-benzoat
- materije koje sprječavaju kemijske promjene na živežnim namirnicama, kao što su oksidacija, hidroliza, esterifikacija, polimerizacija i sl.
- materije koje sprečavaju fizičke promjene na namirnicama, kao što je razdvajanje pomoću emulzije; materije koje sprečavaju kristalizaciju (natrim-alginat); sredstva protiv starenja kruha (citrakonska kiselina); sredstva za održavanje čvrstoće (u prvom redu voćnih plodova); sredstva za održavanje elastičnosti i sl.
- u posebnu grupu konzervansa mogu se ubrojiti sredstva za zaštitu bilja.